# Capitulare de villis vel curtis imperii

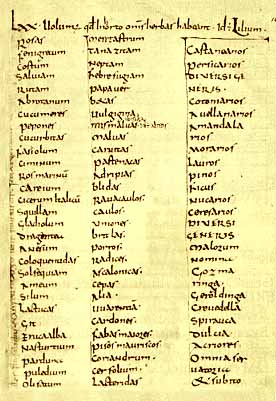
Hoofdstuk LXX van de Capitulare de villis vel curtis imperii.

Capitulare de villis vel curtis imperii, vaak kortweg Capitulare de villis genoemd, is een landgoedverordening (capitularia), die Karel de Grote als gedetailleerd voorschrift over het beheer van de kroongoederen verordende. Ze staat ook bekend als bron voor de economische, in het bijzonder de land- en tuinbouwgeschiedenis van de vroege middeleeuwen. Capitulare de villis vel curtis imperii wordt vaak ook met et in plaats van vel en imperialibus in plaats van imperii geschreven.
De domeinenverordening werd, waarschijnlijk in 812, in Aken door de benedictijnse abt Ansegis van Sint-Wandrille in opdracht van de keizer opgesteld. Daarbij greep hij ook terug naar de voorhanden zijnde kennis over de Romeinse landbouwkunde. De op Karl Gareis teruggaande datering is evenwel omstreden. Sommige historici schrijven de tekst ook aan Karels zoon Lodewijk de Vrome toe. Sommige menen ook dat Alcuinus de auteur zou zijn geweest. 

## Edities & vertalingen
- (la) /(fr)  B. Guérard (ed. trad. com.), Capitulare de villis vel curtis imperii (1853).
- (la)  R. Schneider (ed.), Kapitularien, Göttingen, 1968.